# Décennie 1670 en arts plastiques
Chronologie des arts plastiques
Années 1660 - Années 1670 - Années 1680
Cet article concerne les années 1670 en arts plastiques.

## Événements

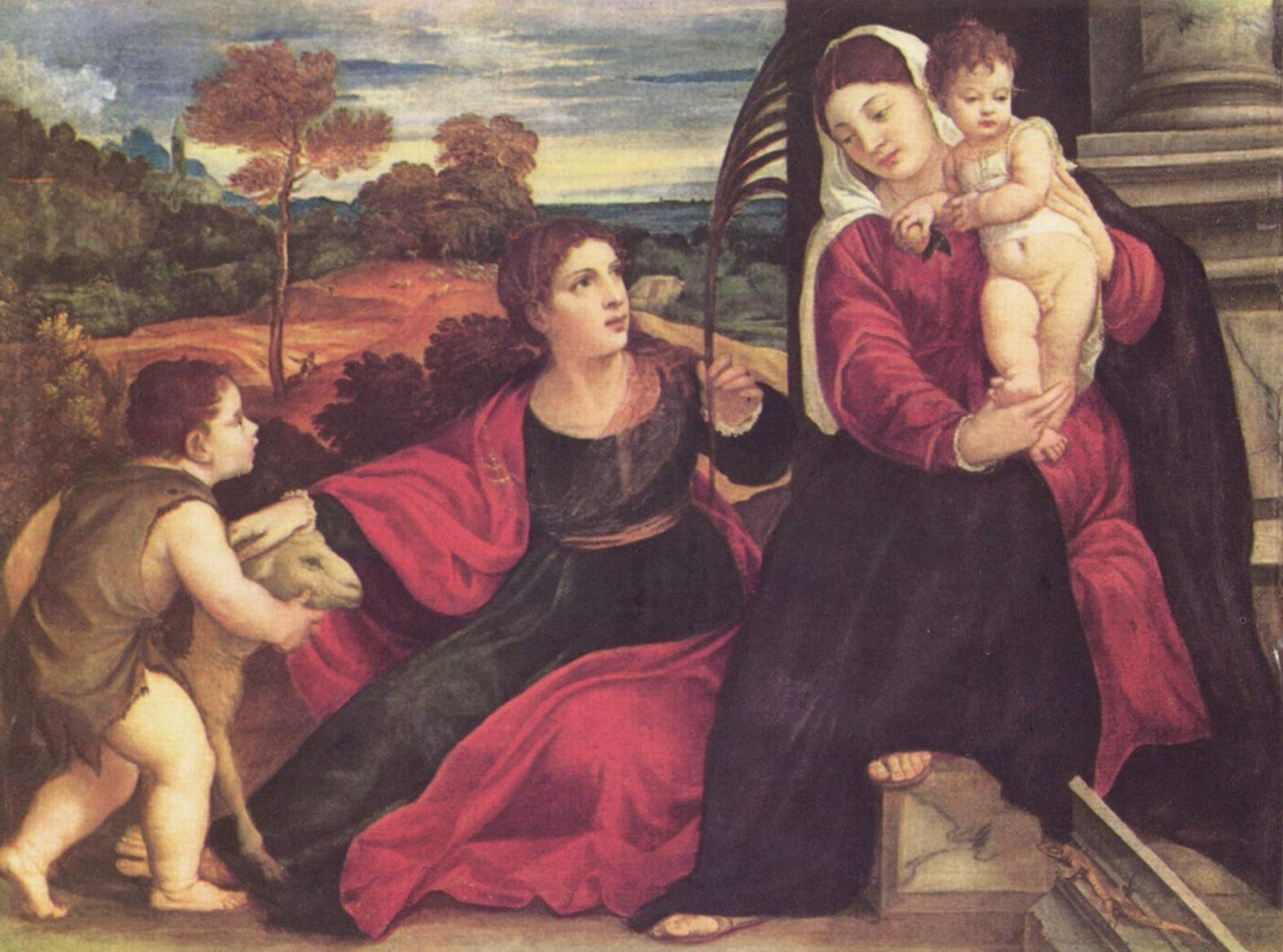
La Vierge à l'Enfant avec sainte Agnès et saint Jean-Baptiste de Titien, vers 1535.

- 12 juin 1671 : une conférence sur La Vierge à l'Enfant avec sainte Agnès et saint Jean-Baptiste de Titien, donnée par Philippe de Champaigne à l'Académie royale de peinture et de sculpture, déclenche la Querelle du coloris[1].
- 14 août-4 septembre 1673 : première exposition à l’Académie de peinture (salon)[2].
- 1673 : Roger de Piles publie Dialogue sur le coloris[1].
- 1679 :  Félibien publie Noms des peintres les plus célèbres[3].

## Réalisations
- 1670 : L'Estacade ou Gros temps sur le bord d'une digue de Hollande ou Une Tempête toile de Jacob van Ruisdael[4].
- 1671-1682 : Milon de Crotone, sculpture en marbre de Pierre Puget[5],[6].
- 1671-1689 : Alexandre et Diogène, relief de Pierre Puget[7].

- 1674 :
  - Port de mer au lever du soleil, toile de Claude Lorrain[8].
  - Extase de la bienheureuse Ludovica Albertoni de San Francisco à Ripa, sculpture du Bernin[9].
- 10 octobre 1678  : inauguration de la galerie d'Apollon du château de Saint-Cloud, décorée par Pierre Mignard de l'été 1677 à l'été 1678 (L’histoire d’Apollon et Les Saisons)[10].
- 1678 : Murillo peint quatre tableaux pour l'hospice des Vénérables de Séville dont L’Immaculée Conception[11].
- 1678-1679 : Buste Salvator Mundi, ou Le Christ sauveur du monde, dernière œuvre du Bernin, disparue puis « redécouverte » en 2001[12].

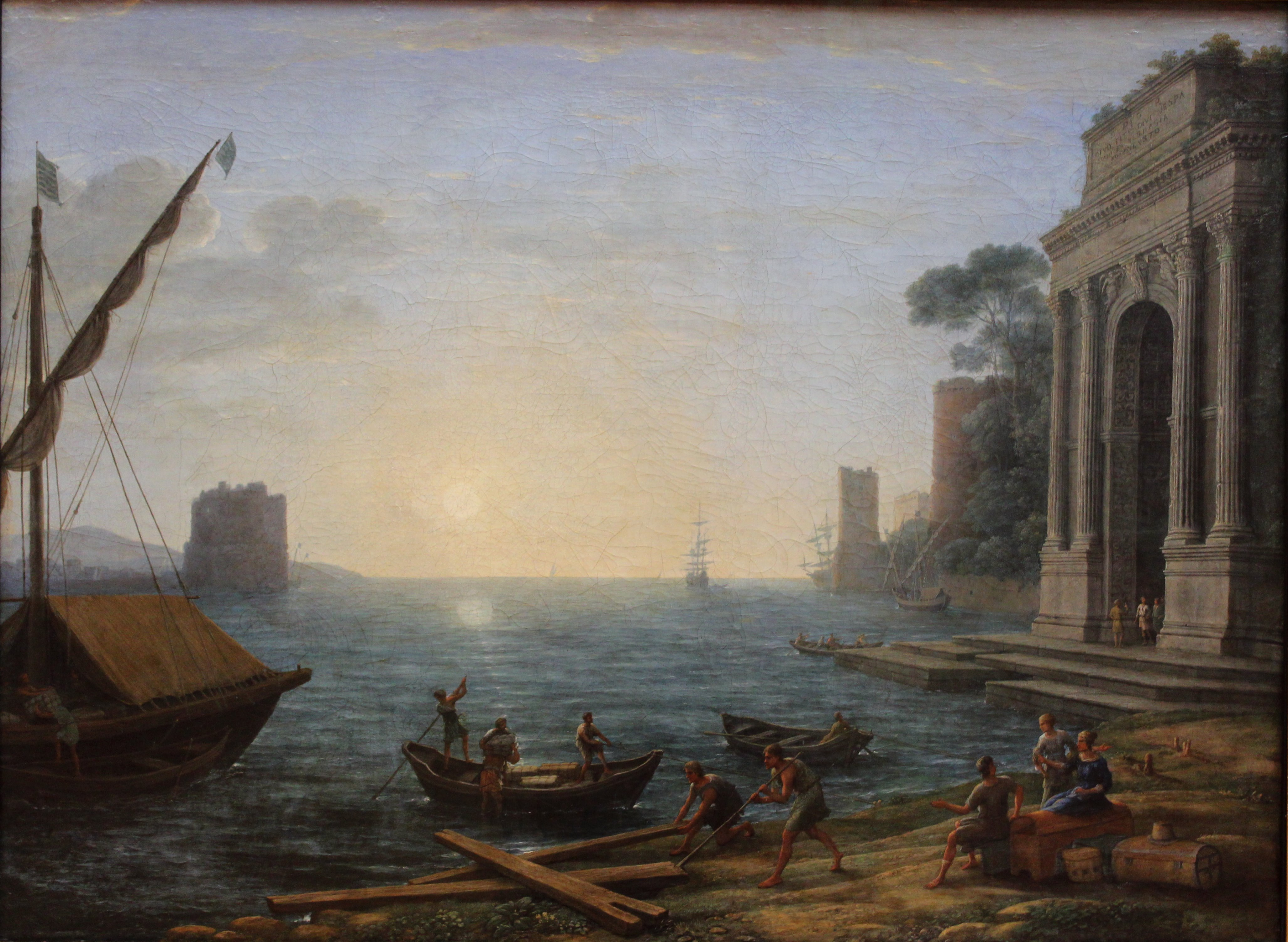
Port de mer au lever du soleil, toile de Claude Lorrain.